# Падре Лос Касас (Чиле)
Падре Лос Касас (шп. Padre Las Casas) је општина у Чилеу. По подацима са пописа из 2002. године број становника у месту је био 33.697.

## Демографија
| 2002.  |
| ------ |
| 33.697 |